# Pegmatito

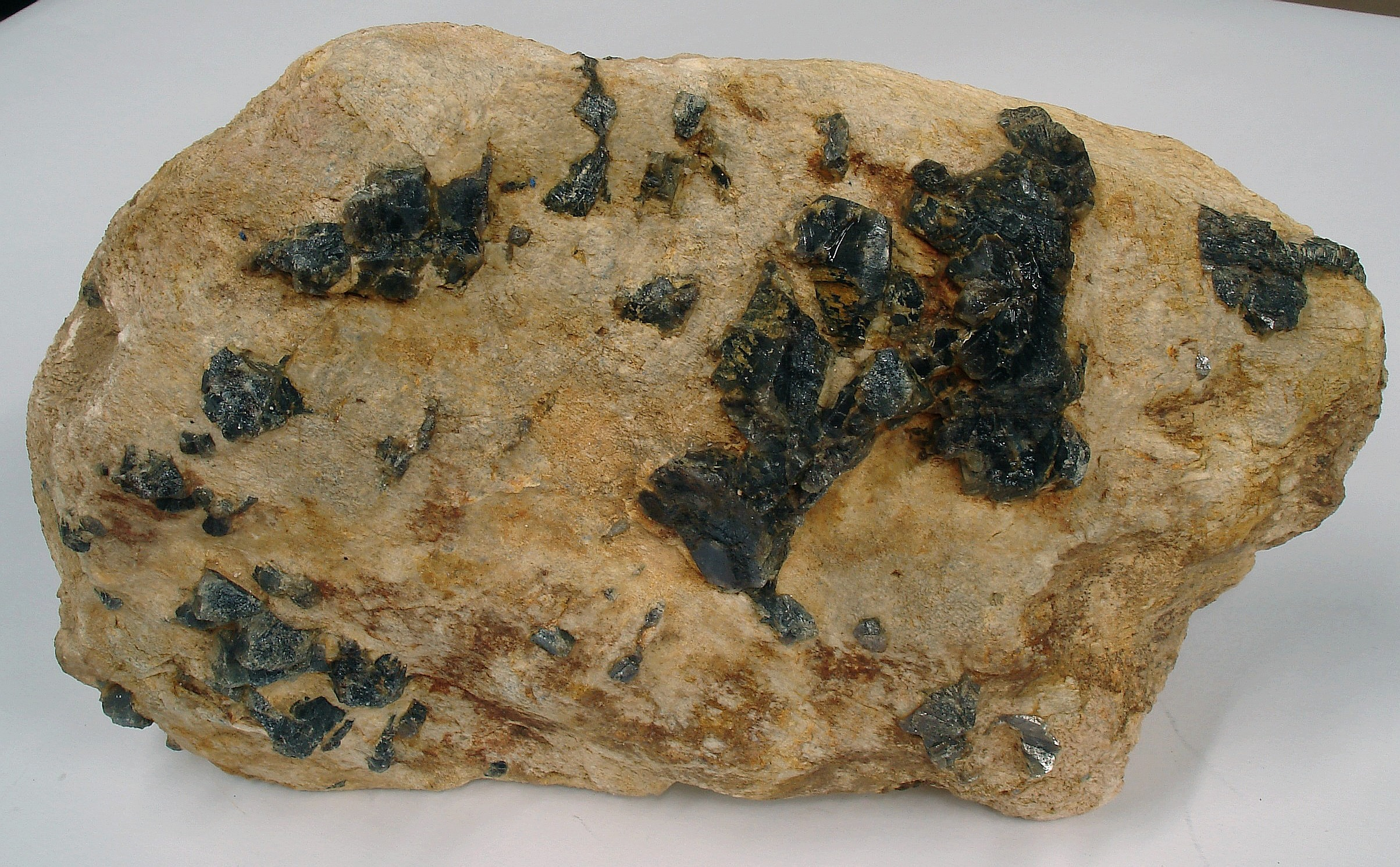
Pegmatito composto de feldspato alterado e cristais azuis de corindo (maciço alcalino de Canaã, Rio de Janeiro, Brasil)

O termo “pegmatito” foi criado em 1822 pelo Professor de Mineralogia do Museu de História Natural de Paris, o francês Abbe Renne Just Háüy, sendo aplicado para designar o feldspato com quartzo encravado, denominado como granito gráfico
Pegmatitos são rochas ígneas intrusivas de composição basicamente granítica (quartzo, feldspato e mica) e granulação grosseira igual ou maior que 20 mm, muitas vezes exibindo cristais gigantes encaixados em estruturas desenvolvidas em terrenos metamórficos. Comumente de idade pré-Cambriana, possuem formas e tamanhos variados. Em termos mundiais, constituem importantes fontes de alguns metais raros como lítio, nióbio e tântalo, além de representarem importantes depósitos de gemas, feldspatos, quartzo, berílio e estanho.
De forma geral, os minerais encontrados nos pegmatitos pertencem a três classes principais: silicatos, óxidos e fosfatos, ou seja, são minerais essenciais relativamente simples. Entretanto, a paragênese de um pegmatito altamente fracionado de um subtipo complexo pode apresentar centenas de minerais e uma ampla variedade de minerais acessórios.
Geralmente estas rochas estão associadas a maciços graníticos e apresentam-se, vulgarmente, sob as formas de filões, pipes, diques e corpos de formas irregulares, intrudindo as rochas encaixantes.

## Origem e formação dos Pegmatitos
Atualmente, a teoria mais aceite para a gênese de pegmatitos foi desenvolvida por Jahns & Burnham (1969). De acordo com esse modelo, o magma granítico formador de pegmatitos é injetado na encaixante e, à medida que o material resfria e a cristalização se desenvolve, forma-se o vapor rico em água que atua como uma fase incompatível, separando-se do fluido silicático. 
O potássio (K) presente no magma ascende para o topo do veio pegmatítico, junto às bolhas de vapor d’água, causando um empobrecimento da base do veio e permitindo a cristalização rápida de rochas aplíticas. O vapor potássico no topo cristaliza-se progressivamente em direção ao centro do fluído, formando os enormes cristais de k-feldspato característicos das rochas pegmatíticas. Simultaneamente formam-se também lentes de quartzo. Por fim, o vapor aprisionado nos cristais de feldspato é liberado, formando as cavidades miarolíticas.

## Pegmatitos gemológicos
A gênese para pegmatitos gemológicos está relacionada ao estágio final de cristalização do magma silicático, em sua fase remanescente rica em água, voláteis (F, B,Li, CO2, K) e elementos raros (Be, Cs, Nb, Ta e Sn). Gemas são minerais ou rochas que, quando polidos e lapidados, adquirem valor econômico por serem colecionáveis e utilizáveis em joias e adornos. 
O processo de resfriamento é contínuo, até chegar à temperaturas por volta de 650 a 700º, quando este fluido enriquecido se acumula em grandes bolsões. Quando a concentração desses elementos é suficientemente grande, são cristalizados minerais raros e incomuns, como brasilianita, algumas variedades de turmalina rica em Li, columbita, espodumênio, etc., possibilitando a geração de quantidades apreciáveis e variedades de cristais de qualidade gemológica. 

## Morfologia
Os pegmatitos apresentam formas e tamanhos variados, influenciados principalmente pela rocha encaixante. Podem variar de centímetros de espessura e poucos metros de comprimento à centenas de metros de espessura e quilômetros de extensão. Quanto à forma são conhecidos corpos pegmatíticos na forma de diques tabulares, sill, lentes ou veios. 
Os corpos pegmatíticos apresentam-se zonados ou em estrutura acamadada com textura extremamente variável. O zoneamento dos pegmatitos pode ser dividido em quatro zonas principais: 
Zona de Borda: a zona mais externa, em contato com a rocha encaixante, em geral de fina espessura, com textura hipidiomórfica. Mineralogia: muscovita, biotita, vermiculita, granada, afrisita.
Zona de Muro: camada espessa e de granulação grossa. Mineralogia: afrisita, ortoclásio, microclina, quartzo, fosfatos, agregados micáceos.
Zona Intermediária: com dimensões métricas, às vezes subdividido em três zonas: externa, média e interna. Mineralogia: ortoclásio (microclina), albita, cleavelandita, tantalita, tantalatos, fosfatos, berilo.
Núcleo: constituído predominantemente por quartzo, pode aparecer de forma contínua ou segmentado. Mineralogia: quartzo (abundante), cleavelandida (em geodos), berilo (raro), sulfuretos, elementos nativos, carbonatos. 

## Classificações
A classificação dos pegmatitos granitoides mais abrangente e aceita atualmente foi concebida por Ginsburg et al. (1979) e posteriormente corrigida por Cerný (1991). Foram levados em consideração fatores como: composição química e mineralógica, textura, estrutura interna, forma e tamanho do corpo pegmatítico, além de relações com a rocha encaixante e gênese. Designaram-se então quatro classes: Abissal, Muscovita, Elementos Raros e Miarolítica, sendo a classe dos Elementos Raros ainda subdividida em duas famílias: LCT, enriquecida em álcalis raros (lítio e césio) e tântalo e NYF, enriquecida em elementos raros ou miarolíticos: nióbio, ítrio e flúor. De acordo a predominância de minerais tipo e assinatura geoquímica dessas duas famílias, Cerný (1991b) ainda subdivide-as nos grupos: Berilo, Terras Raras, Complexo (elementos raros), Albita-Espodumênio e Albita. 
Existem outras abordagens de classificação de pegmatitos importantes, como a de Fersman (1931), que se baseou na contaminação dos pegmatitos pela rocha encaixante durante sua gênese. As classes por ele designadas foram de Pegamatitos de Linha Pura (não contaminados), Pegmatitos de Contato (contamiados) e Pegmatitos de Linha Cruzada (contaminados ao ponto de a composição não ser mais ganítica).
Solodov (1959) classificou os pegamatitos pela química e mineralogia em quatro tipos: I - Pegmatitos a microclínio com K e Be, II - Pegmatitos a albita-microclina com K, Na, Ta, Be, Cs, Rb, Ti e Li, III - Pegmatitos a albita com Na, Li, Be, Ta, Nb e Sn, IV - Pegmatitos a albita-espodumênio com Na, Li e, esporadicamente, Nb e Sn. 
Outra importante e mais recente classificação é a de Dill (2016) do ponto de vista do minério e sua composição. O sistema CMS (Chemical composition– Mineral assemblage–Structural geology) adotado por ele divide o minério em pseudopegmatito, metapegmatito, pegmatóide, pegmatito e pegmatito plutônico.

## Química e associações mineralógicas
A mineralogia básica dos pegmatitos é constituída por quartzo, feldspatos alcalinos e sódicos e micas claras. Entretanto, uma imensa diversidade de minerais acessórios ocorre associada devido à abundância de elementos químicos, muitas vezes raros, neste tipo de rocha, como por exemplo berilo (e suas variações água marinha, heliodoro, morganita etc.), turmalina, fluorita, espodumênio, dentre outros. Minerais tipicamente encontrados em pegmatitos são geralmente bem cristalizados, formando grandes cristais de granulação grosseira e textura holocristalina em geral. 
Quanto mais fracionado o fluido pegmatítico, maior o enriquecimento em incompatíveis e consequente maior variedade mineral. Outros elementos também podem ser adicionados pela interação com a rocha encaixante e com corpos intrusivos de natureza distinta.
O grupo de pegmatitos NYF possui uma mineralogia básica de K-feldspato, quartzo, plagioclásio e biotita, gadolinita, fergusonita, dentre outros. A mineralogia acessória é constituída de granada, anfibólio, óxidos de Fe, fosfatos de ETR e óxidos. Já o grupo LCT é comumente composto por berilo, turmalina, espodumênio, e fosfatos de Ca, Na, Li, fe, Mn e Mg.

## Importância econômica
Devido à enorme complexidade mineralógica presente nestes corpos, os pegmatitos possuem um grande potencial econômico. A rocha permite o aproveitamento de um grande número de minerais que vão desde o uso mais simples até a indústria de alta tecnologia.
Os minérios de interesse para rochas pegmatíticas podem ser de três tipos: minerais industriais como feldspato e mica; minérios de elementos raros como Li, Be, B, F, P, Sn, Ta, Nb e de terras raras (ETR); minerais de coleção como turmalinas, berilo, espodumênio e água marinha.
Na aplicação industrial, minerais comuns e abundantes em pegmatitos como o quartzo e feldspato, são explotados e contribuem significativamente para melhoria da qualidade da indústria eletrônica (quartzo) e cerâmica de porcelana (feldspato), por exemplo. O quartzo é usado na indústria de eletrônicos e nas indústrias de vidro, de fundição e cerâmica. Além do quartzo, o feldspato potássico (K-feldspatos) é amplamente utilizado na indústria cerâmica como fundente, já que seu ponto de fusão é menor que o da maioria dos outros componentes, atuando na cimentação das partículas cristalinas.  O feldspato e suas outras variedades também pode ser utilizado na produção de porcelana, na indústria vidreira, na fabricação de esmaltes, de azulejos, de papel, como carga mineral nas indústrias de tintas, plásticos, borrachas, abrasivos leves; insumo na indústria de eletrodos para soldas; materiais para restaurações dentárias, entre outras aplicações.
Pegmatitos-graníticos também constituem a maior fonte, em termos mundiais, de alguns metais raros, como tântalo, estanho e lítio, além de representarem importantes depósitos de Elementos Terras Raras. Neste tipo de rocha é possível encontrar minerais minério de lítio (lepidolita, zinnwaldita, espodumênio, ambligonita, petalita, eucriptita, trifilita e litiofilita); de berílio (berilo, crisoberilo e fenaquita); minerais de césio (polucita e allanita); de boro (turmalina); de fósforo (apatita, arrojadita e triplita); de nióbio e tântalo (columbita, tantalita e microlita); de estanho (cassiterita); de zircônio (zircão); de sulfetos (galena, esfalerita, calcosita associada + malaquita e azurita); de urânio (uraninita, pechblenda e gummita); de terras raras (monazita, xenotima, fergusonita, samarskita, policrasita e itrocrasita).
Por fim, os pegmatitos também são fonte representativa de minerais gemológicos como água-marinha, topázio, turmalinas de varias cores, quartzo-rosa dentre outras inúmeras variedades. A gênese e constituição química particular de alguns pegmatitos colaboram com a geração de gemas coradas, comuns a “exóticas” e de qualidade que por vezes impressionam não só pelo tamanho, mas pela pureza dos exemplares.

## Ocorrência no Brasil
O Brasil possui uma das maiores mineralizações em rochas pegmatíticas de todo o mundo. As Províncias Pegmatíticas do Brasil foram divididas de acordo com o posicionamento geográfico, em três Províncias principais: Nordeste (Rio Grande do Norte, Paraíba e Ceará), Oriental (Minas Gerais e parte da Bahia e do ES) e Meridional (São Paulo). As formações pegmatíticas destas províncias foram constituídas, em sua maior parte, no final do Proterozóico como consequência de processos orogênicos e geossinclinais, tendo como produto final a consolidação da plataforma da América do Sul. Outros pegmatitos menos expressivos ocorrem em alguns outros estados como GO, TO.
Do ponto de vista econômico, as Províncias Pegmatíticas do Nordeste e Oriental são as mais importantes e foram ativamente mineradas, durante a Segunda Guerra Mundial.
A Província Pegmatítica Oriental é a mais extensa e a que apresenta maior potencialidade econômica dentre as brasileiras. Os corpos pegmatíticos são encontrados ao longo de uma faixa com aproximadamente 800 Km de comprimento e cerca de 150 Km de largura. Esta província metalogenética tem sido fonte de matérias primas necessárias não só ao desenvolvimento industrial do Brasil, mas também destinadas à exportação. Quantidades muito grandes de feldspato, quartzo, mica, turmalinas pretas e coradas, minérios de lítio e berílio, columbita, tantalita e cassiterita têm sido lavradas nos milhares de corpos pegmatíticos da região.